# Кубок обладателей кубков КАФ 1978
Кубок обладателей кубков КАФ 1978 — 4-й розыгрыш клубного футбольного турнира КАФ. В турнире приняли участие обладатели Кубков из 22 африканских стран. Победителем стал гвинейский клуб Хоройя.

## Предварительный раунд
| Команда 1      | Итог        | Команда 2   | 1-й матч | 2-й матч |
| -------------- | ----------- | ----------- | -------- | -------- |
| Аль-Мадина     | —           | Содиам      | —        | —        |
| Лавори Публиси | 0-2         | Аль-Хиляль  | 0-1      | 0-1      |
| Симба          | 2-2 (5-4 п) | Сент-Джордж | 1-1      | 1-1      |
| Сукома         | 1-2         | Фортиор     | 1-1      | 0-1      |
| УДИ Бисау      | 3-3 (г.в.)  | Эспуар      | 3-1      | 0-2      |
| Зумунта        | 0-8         | Хоройя      | 0-3      | 0-5      |

## Первый раунд
| Команда 1          | Итог       | Команда 2   | 1-й матч | 2-й матч |
| ------------------ | ---------- | ----------- | -------- | -------- |
| Кайман Дуала       | (г.в.) 3-3 | ФК 105      | 2-0      | 1-3      |
| Интер              | 4-1        | SC Alliance | 0-0      | 4-1      |
| КМКМ               | 3-1        | Симба       | 2-0      | 1-1      |
| Кадиого            | 2-0        | Эспуар      | 2-0      | 0-0      |
| НА Хуссейн Дей     | 3-2        | Аль-Мадина  | 2-1      | 1-1      |
| Муфулира Уондерерс | 4-2        | Фортиор     | 3-1      | 1-1      |
| Шутинг Старз       | 3-4        | Хоройя      | 3-1      | 0-3      |
| Замалек            | 3-2        | Аль-Хиляль  | 1-1      | 2-1      |

## Четвертьфиналы
| Команда 1          | Итог | Команда 2    | 1-й матч | 2-й матч |
| ------------------ | ---- | ------------ | -------- | -------- |
| Хоройя             | 7-4  | Кайман Дуала | 4-1      | 3-3      |
| НА Хуссейн Дей     | 5-1  | Интер        | 3-0      | 2-1      |
| Муфулира Уондерерс | —    | КМКМ         | —        | —        |
| Замалек            | 2-2  | Кадиого      | 2-1      | 0-1      |

## Полуфиналы
| Команда 1          | Итог | Команда 2      | 1-й матч | 2-й матч |
| ------------------ | ---- | -------------- | -------- | -------- |
| Кадиого            | 3-3  | Хоройя         | 3-2      | 0-1      |
| Муфулира Уондерерс | 2-2  | НА Хуссейн Дей | 2-1      | 0-1      |

## Финал
Первый матч состоялся 24 ноября, ответный — 10 декабря 1978 года.
| Команда 1      | Итог | Команда 2 | 1-й матч | 2-й матч |
| -------------- | ---- | --------- | -------- | -------- |
| НА Хуссейн Дей | 2-5  | Хоройя    | 1-3      | 1-2      |

## Чемпион
| Победитель Кубок обладателей кубков КАФ 1978 |
| -------------------------------------------- |
| Хоройя 1-й титул                             |